# Super Billy Time
『Super Billy Time』（スーパービリータイム）は、2015年1月2日から同年3月27日までZIP-FMで放送されたラジオ番組。パーソナリティは、当時TRUSTRICKのメンバーであったBillyが務めていた。

## コーナー
イメージ・トリック★エピソード（第1回 - ）
リスナーの様々なエピソードをもとにBillyが即興でギター演奏していたコーナー。
Billyの乙男禁止令！（第1回 - ）
当時BillyとTRUSTRICKを結成していた神田沙也加いわく、Billyは「たばこも吸わない。お酒もそんなに飲まない。甘党でギタリストとは思えないほど温厚で乙男（おとめん）」。そんな乙男ロックギタリストと呼ばれているBillyが、リスナーから寄せられた「アレはロックじゃなかったなぁ〜」というエピソードを紹介していたコーナー。